# Niddrie
Niddrie är en del av en befolkad plats i Australien. Den ligger i kommunen Moonee Valley och delstaten Victoria, omkring 11 kilometer nordväst om delstatshuvudstaden Melbourne. Antalet invånare är 4 876.
Runt Niddrie är det mycket tätbefolkat, med 3 249 invånare per kvadratkilometer.. Närmaste större samhälle är Melbourne, omkring 11 kilometer sydost om Niddrie. 
Runt Niddrie är det i huvudsak tätbebyggt. Genomsnittlig årsnederbörd är 971 millimeter. Den regnigaste månaden är juni, med i genomsnitt 115 mm nederbörd, och den torraste är januari, med 34 mm nederbörd.